# ING2
ING2‏ (Inhibitor of growth family member 2) هوَ بروتين يُشَفر بواسطة جين ING2 في الإنسان.